# Hydrochus bakkeri
Hydrochus bakkeri är en skalbaggsart som beskrevs av Dewanand Makhan 1995. Hydrochus bakkeri ingår i släktet Hydrochus och familjen gyttjebaggar. Inga underarter finns listade i Catalogue of Life.